# Матюша Павло Анатолійович
Павло Матюша (нар. 21 липня 1983, Рівне) — поет, прозаїк, перекладач і фінансист. Неодноразовий лауреат літературного конкурсу видавництва «Смолоскип» (2018 і 2019), довгих списків премії «ЛітАкцент року» і «Еспресо. Вибір читачів». Кандидат філологічних наук. Має ступінь МВА із бізнес-стратегії. Володіє шістьма мовами.

## Життєпис
Народився 21 липня 1983 року у Рівному.
У 2005 році з відзнакою закінчив Київський національний університет імені Тараса Шевченка за спеціальністю «військовий переклад». У 2008 році захистив кандидатську дисертацію з перекладознавства, в якій розробив поняття військових ергонімів.
Упродовж шести років працював в Апараті Верховної Ради України, займався питаннями міжпарламентської дипломатії та прав людини. Має дипломатичний ранг.
У 2016 році переїхав до Франції, де отримав ступінь МВА в бізнес-школі HEC Paris зі спеціалізацією у стратегії та соціальному бізнесі. Під час навчання брав активну участь в бізнес-проєктах соціального спрямування в Камеруні та Франції. Потім деякий час працював у консалтингу в Парижі.
На початку 2019 року повернувся мешкати до Києва, де займається фінансовими та стратегічними проєктами в міжнародній компанії.
Брав участь у багатьох фестивалях — Бандерштат , Книжковий Арсенал, Форум видавців у Львові, «Зелена сцена» у Чернігові тощо.
На початку повномасштабного вторгнення 2022 року добровільно вступив до лав ЗСУ. Звільнився з військової служби у серпні 2023 року в званні капітана. Займався бойовою підготовкою. Після звільнення ініціював і продовжує працювати над розробкою протимінних черевиків для наших підрозділів. Бере участь у літературних подіях, а також повернувся до свого фаху – бізнес стратегії.

## Перекладацька діяльність
Творчий шлях розпочав у шкільні роки з публікацій перекладів з французької мови у місцевій газеті.
Зі студентських років перекладає вірші Поля Верлена, Гійома Аполлінера, Шарля Бодлера, а також британських і американських поетів. Його переклад «Осінньої пісні» увійшов до антології українських перекладів цього вірша Поля Верлена.
Один з чотирьох перекладачів «Антології молодої поезії США», яка побачила світ у видавництві «А-БА-БА-ГА-ЛА-МА-ГА» у 2016 році.

## Літературна творчість
Пише поезію, прозу для дорослих і книжки для дітей:
- «Вієчка» — книжка казок, яка вийшла у видавництві «Фонтан казок» у 2018 році.

Павло Матюша. Вієчка. Казки. — К.: Фонтан казок, 2018. — 88 с., іл. — (Казка під подушку) — ISBN 978-617-7262-58-8
Анотація: Вієчка та її батьки, тато Жаринка і мама Талія, — дуже незвичайна родина. Вони такі доброзичливі й людяні, так люблять одне одного і весь світ навколо, що завдяки їм змінюється на краще все непривітне й самолюбиве гном'яче плем'я.
- «Париж. Сплін» — це поетична книжка, яка з'явилася у 2019 році у видавництві «Смолоскип» як стилізація, присвячена паризькому періоду життя автора.

Павло Матюша. Париж. Сплін. Поезія. — К.: Смолоскип, 2019. — 144 с. — (Лауреати «Смолоскипа») — ISBN 978-617-7622-08-5
Юрій Андрухович про книжку: «Поетична збірка Павла Матюші інтимна. Не у шкільному сенсі інтимної лірики, до чого всі звикли, а в сенсі відчайдушної довіри. Автор довіряє читачеві свою меланхолію, паризьку нервову поривність і дотепну гіркоту, не озираючись на можливі й навіть дуже ймовірні упередження. Книжка починається з епілогу, а закінчується освідченням у любові — чи можна вигадати вдалішу композицію?»
Сергій Жадан про книжку: «Ця несподівана історія, що сталася в Парижі. Хоча для Парижа вона якраз цілком сподівана — історії з Парижем часто завершуються віршами. Мабуть, це загалом найприродніший механізм — опинитись у Парижі й написати про це книгу віршів, вийти з занедбаних київських снів і додати до них прекрасну паризьку скорботу. Ну а вже далі нам, читачам, лишається віднаходити в цій книзі знайомі ілюзії та голоси, впізнавати ландшафти Києва та географію Парижа, реагувати на назви вулиць і прізвища поетів. Іноді дивуватись, іноді скептично гмикати, повторюючи час від часу: о! це нестерпно гарна історія».
- «Кокліко» — дебютний роман, який вийшов друком у 2020 році у видавництві «Книги-21». Лауреат літературного конкурсу «Смолоскип» – 2019, який став переможцем Book Pitch від Одеського міжнародного кінофестивалю та Книжкового Арсеналу.

Павло Матюша. Кокліко. Роман. — Чернівці: Видавництво 21, 2020. — 304 с. — ISBN 978-617-614-287-4
Анотація: 2014 рік. В Україні війна. Молодий фінансист із європейською освітою втрачає кохану і пакує валізи до Швейцарії. У день відльоту друг дитинства пропонує йому високу посаду в Адміністрації Президента. Здавалося б, справи державної ваги відсунуть на задній план особисту драму героя. Тим часом справжні драми в його житті щойно починаються…
Видано у співпраці з Літературною агенцією OVO.
- «Коло з крапкою» — збірка новел, яка з’явилася у 2021 році у видавництві «Фенкіс».

Павло Матюша. Коло з крапкою. Роман. — К.: Фенікс, 2021. — 240 с. — ISBN 978-966-136-845-2
Марія Матіос про книжку: «Що ж, Павло Матюша не тільки підтверджує свій «мандат на творчість», але й залишає читачеві приємний «неспокій очікування» наступних книжок».
Ростислав Семків про книжку: «Павло Матюша добре знає цікаві закапелки світу, як-от Францію чи Кубу, й не менш цікаві закапелки життя, як закулісся Верховної Ради. В цих інтер'єрах і тривають авантюрні сюжети його оповідей, прямуючи врешті до химерної фантасмагорії».
Мартин Якуб про книжку: «Насправді добре, що ця книга не була видана у 2008-му, коли була написана — ми б її не сприйняли, не зрозуміли. Багато в чому пророчий текст. Немало справдилося. І все ж щиро хочеться, щоб деякі речі так і зоставалися лише плодом фантазії автора».
- «Lettres d`amour et de guerre» — книга, яка вийшла у співавторстві у лютому 2024 року у Франції у видавництві l’Iconoclaste .

Нариси про війну публікувалися в журналах Франції та США.

## Нагороди і відзнаки
- Лауреат літературного конкурсу видавництва «Смолоскип» 2018 і 2019 років[30].

- Книга казок «Вієчка» увійшла до довгих списків рейтингу «ЛітАкцент-2018»[31] та книжкової премії «Еспресо. Вибір читачів»-2019[32].

## Інтерв'ю
1. «…пам'ять не обтяжує, а дає розуміння»: Павло Матюша — про роман «Кокліко» [Архівовано 22 червня 2020 у Wayback Machine.]

## Рецензії
- Світлана Лупаренко про книжку казок Павла Матюші «Вієчка» [Архівовано 20 червня 2020 у Wayback Machine.]
- Ксенія Близнець. Чарівні казки про доброту [Архівовано 21 червня 2020 у Wayback Machine.]
- Зрозуміти іншого: п'ять дитячих книжок про особливу дружбу [Архівовано 28 вересня 2020 у Wayback Machine.]
- Ярослава Ричик. 10 нових дивовижних книжок до Львівського Форуму [Архівовано 18 червня 2020 у Wayback Machine.]
- Ксенія Івченко. Кокліко: що це — роман чи булочна? [Архівовано 22 червня 2020 у Wayback Machine.]
- Олександр Ірванець. Паризькі штуки, плинність і сплінність у поезії Павла Матюші [Архівовано 21 червня 2020 у Wayback Machine.]
- Ганна Улюра про поетичну книжку Павла Матюші «Париж. Сплін» [Архівовано 22 червня 2020 у Wayback Machine.]
- Тетяна Трофименко про книжку Павла Матюші «Париж. Сплін» [Архівовано 22 червня 2020 у Wayback Machine.]